# Welzbach (Kembach)
Der Welzbach ist ein 9,6 Kilometer langer Bach, der im bayerischen Landkreis Würzburg und im baden-württembergischen Main-Tauber-Kreis verläuft. Er ist der rechte Quellbach des
Kembachs und dessen hydrologischer Hauptstrang.

## Geographie

### Verlauf
Der Welzbach entspringt im Markt Helmstadt auf einer Höhe von 285 m ü. NHN unterirdisch direkt nördlich des Seewegs.
Er fließt zunächst in westlicher Richtung und kreuzt nach etwa 40 Meter die Kreisstraße WÜ 11, die dort auch Bachtorstraße genannt wird. Kurz darauf erscheint der Bach an der Oberfläche und zieht westnordwestwärts durch eine Grünzone mit Gartenanlagen. Nach insgesamt gut 400 Meter von seiner Quelle entfernt, wird er östlich der Brückenstraße auf seiner linken Seite vom Flecklerisgraben gespeist, der als sein hydrologischer Hauptstrang angesehen wird. Zusammen mit dem ca. 2,9 km langen Flecklerisgraben ergibt sich die Gesamtlänge des Welzbachs von 9,6 km.
Der Welzbach zieht in einem schmalen Grünstreifen mit Gewässer-Begleitgehölzen, Verlandungsvegetation und Hochstaudenfluren westwärts durch die Felder des Tals zwischen dem Blasenberg (361 m ü. NHN) im Norden und dem Sesselberg (381 m ü. NHN) im Süden. Er läuft dabei nördlich an den Überresten einer Siedlung aus der Hallstattzeit vorbei und erreicht dann gut einen Kilometer später den Ostrand des Helmstadter Ortsteils Holzkirchhausen.
Er durchquert das Dorf in einem Grünstreifen und unterfließt dabei nördlich des Heimatmuseum die Hauptstraße und kurz danach die Raiffeisenstraße. Er verlässt dann die Ortschaft und läuft durch Felder südlich und parallel der Kreisstraße WÜ 59 an dem auf seiner linken Seite stehenden Lerchenberg vorbei.
Unterm Neuenberg (294 m ü. NHN) ändert der Bach seine Laufrichtung nach Südwesten und erreicht dann nach gut einem Kilometer die Landesgrenze von Bayern zu Baden-Württemberg. Südlich eines aufgelassenen Steinbruchs wechselt Welzbach nun in den baden-württembergischen Main-Tauber-Kreis und die Stadtteilgemarkung Kembach von Wertheim.
Er fließt nun zwischen dem Berg Himmelreich (345 m ü. NHN) und dem Mühlenberg auf seiner linken Seite und dem Großen First  (340 m ü. NHN) auf der rechten durch die Felder und Wiesen zunächst der Flur Häusergrund und dann der Flur Bären Wahl und erreicht danach den Ostrand des Dorfes Kembach.
Der Bach unterquert die Kreisstraße 2825, dort auch Holzkirchhäuser Straße genannt, fließt daraufhin südsüdwestwärts zwischen dieser Straße auf seiner linken Seite und der Sonnenbergstraße auf der rechten, wechselt dann nach Westsüdwesten und läuft schließlich auf einer Höhe von 219 m ü. NHN im Dorf mit dem aus dem Osten kommenden Mühlbach zum Kembach zusammen.

### Einzugsgebiet
Das 24,2 km² große Einzugsgebiet des Welzbachs liegt auf der Marktheidenfelder Platte und wird durch ihn über den Kembach, den Main und den Rhein zur Nordsee entwässert.
Es grenzt
- im Norden und Nordosten an das Einzugsgebiet des Aalbachs, der in den Main mündet;
- im Osten an das des Haselbachs, der ein linker Nebenstrang-Oberlauf des Aalbachs ist;
- im Süden an das des Altbachs, dem Oberlauf des Welzbachs, der über die Tauber in den Main entwässert und
- im Südwesten an das des Mühlbachs, der der linke Quellbach des Kembachs ist.

Das Einzugsgebiet wird in den Tälern zum größten Teil landwirtschaftlich genutzt, die Berge dagegen sind bewaldet. Die höchste Erhebung ist der Lerchenberg mit einer Höhe 382 m ü. NHN im Süden des Einzugsgebiets.

### Zuflüsse
- Flecklerisgraben, von links und Ostsüdosten auf etwa 284 m ü. NHN am Südrand des westlichen Helmstadt gegenüber dem Neuwiesenweg, ca. 2,9 km und ca. 14,8 km². Unbeständig.

## Geologie
Der Welzbach entsteht im Unteren Muschelkalk, sein Hauptstrang-Oberlauf Flecklerisgraben noch darüber im Mittleren Muschelkalk. Abwärts von Helmstadt wechselt der Welzbach in den Oberen Buntsandstein, in dem er dann bis zum Zusammenfluss mit dem Mühlbach verbleibt.